# Carlo Passaglia

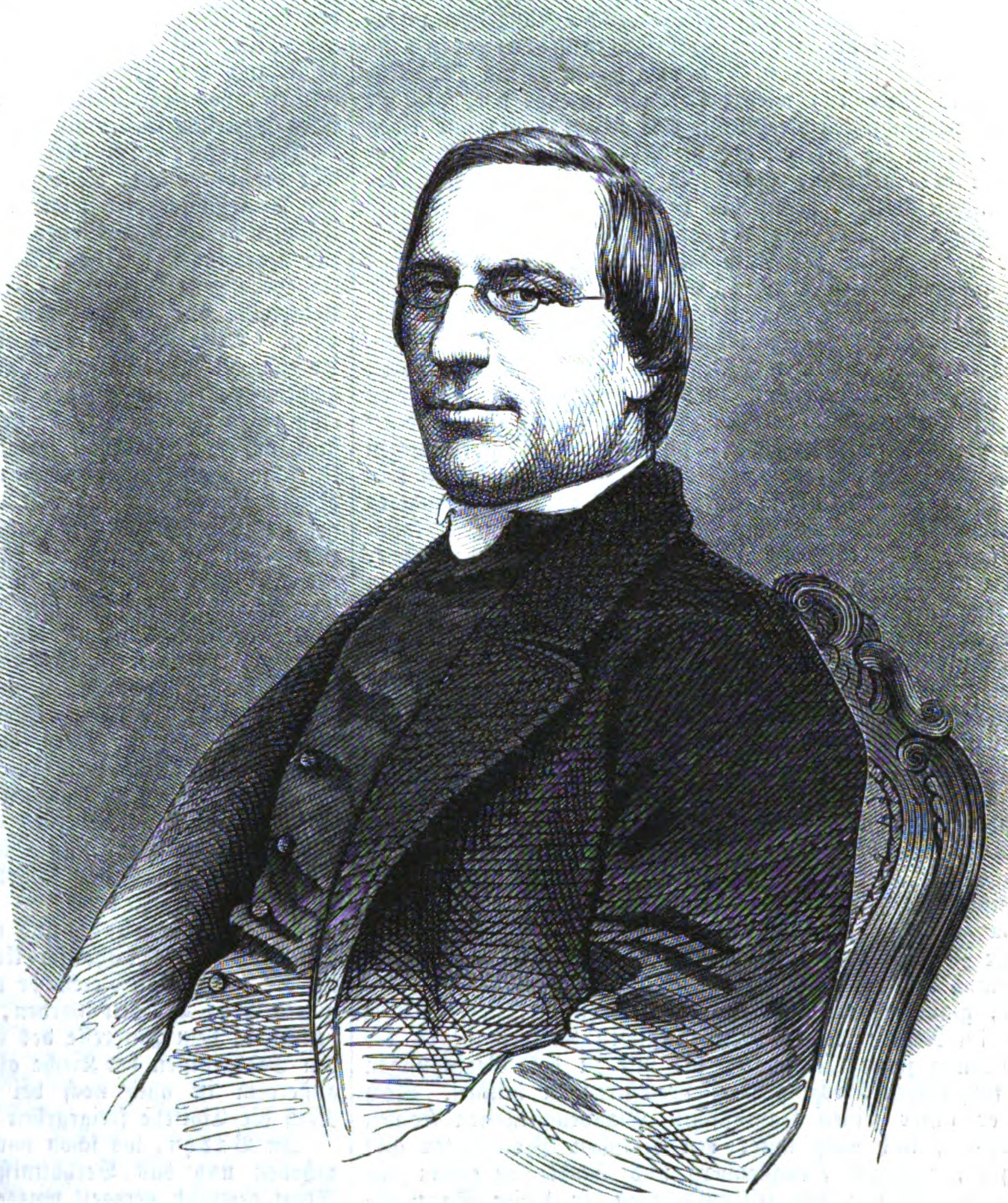
Carlo Passaglia, 1863

Carlo Passaglia (* 2. März 1812 in Lucca; † 12. März 1887 in Turin) war italienischer Theologe und Jesuit.

## Leben
Bereits mit 15 Jahren trat Passaglia 1827 als Novize in den Jesuitenorden ein. Er studierte u. a. in Rom an der päpstlichen Universität Gregoriana und wurde dort 1844 Professor.
In der päpstlichen Bulle Ineffabilis Deus („Der unaussprechliche Gott“) verkündete Papst Pius IX. am 8. Dezember 1854 das Dogma der unbefleckten Empfängnis; die Grundlagen dieser Bulle schuf Passaglia durch umfangreiche Vorarbeiten. Nur wenige Monate später veröffentlichte Passaglia zur unbefleckten Empfängnis sein Werk De immaculato deiparae semper virginis conceptu. Mit seiner 1860 – allerdings anonym veröffentlichten – Flugschrift Pro causa italica ad episcopos catholicos sorgte Passaglia dann umso mehr Aufsehen, da er darin die weltliche Macht des Papstes als für die Kirche gefährlich erklärte.
Die Kurie sorgte dafür, dass dieses Pamphlet auf den Index Librorum Prohibitorum gesetzt wurde und Passaglia seinen Orden verlassen musste. Als Passaglia nach dem Verbot seiner Lehrtätigkeit auch noch die Verhaftung drohte, ging er nach Turin ins Exil. Dort betraute man ihn bereits 1861 mit einem Lehrauftrag für Moralphilosophie. Als Professor der Universität Turin fungierte Passaglia von 1862 bis 1866 als verantwortlicher Herausgeber der Zeitschrift Mediatore. Darin führte er einen heftigen Kampf wider die weltliche Gewalt der Kurie, bis er öffentlich widerrief.
Im Alter von nahezu 75 Jahren starb Carlo Passaglia am 12. März 1887 in Turin.

## Werke
- La questione della indipendenza ed unità d’Italia dinanzi al clero, Florenz 1861
- La vita di Gesù, scritta da Ernesto Renan. Colla traduzione del testo, discussa e confutata, 2 Bde., Turin 1864 (eine Auseinandersetzung mit Ernest Renans Leben Jesu)
- La causa di Sua Eminenza Reverendissima il Cardinale Girolamo d’Andrea, Vescovo suburbicario di Sabina, Abate ordinario di Subiaco, esposta e difesa pel Prof. Carlo Passaglia, con quattro lettere di Erasmo Cattolico sullo stesso argomento, Turin 1867